# ستيفن ساينوت
ستيفن بي سينوت (بالإنجليزية: Stephen P. Synnott)‏ هو عالم فلك أمريكي  ، و قد كان ضمن قائمة العلماء الذين أشرفوا على دراسة نتائج رحلات فوياجر 1.

## اكتشافاته
أبرز إنجازاته أنه هو الذي اكتشف العديد من أقمار كواكب المشتري وزحل وأورانوس ونبتون.
و قد اكتشف الأقمار التالية:
- ميتس. (قمر كوكب المشتري)
- بوك. (قمر كوكب أورانوس)
- لاريسا. (قمر كوكب نبتون)
- بروتيوس. (قمر كوكب نيبتون)[2])
- تيبي. (قمر كوكب المشتري)

## إرث
تم تسمية الكويكب 6154 ستيفساينوت 
على اسمه تشريفاً وتكريماً له ولإنجازاته.